# روجر كرويشانك
روجر كرويشانك (بالإنجليزية: Roger Cruickshank)‏ هو متزحلق جبال الألب بريطاني، ولد في 18 أكتوبر 1982 في Banchory ‏ في المملكة المتحدة.

## وصلات خارجية
- روجر كرويشانك على موقع أوليمبيديا (الإنجليزية)
- روجر كرويشانك على موقع اللجنة الأولمبية البريطانية (الإنجليزية)